# Resolutie 1345 Veiligheidsraad Verenigde Naties
Resolutie 1345 van de Veiligheidsraad van de Verenigde Naties werd unaniem door de VN-Veiligheidsraad aangenomen op 21 maart 2001. De resolutie eiste dat gewapende groeperingen in Macedonië, Servië en Kosovo de wapens neerlegden.

## Achtergrond
Toen Joegoslavië begin jaren 1990 uiteenviel ontstond een bloedige oorlog onder de voormalige deelrepublieken, waarvan de meeste onafhankelijk werden. Eén daarvan was de confederatie Servië en Montenegro, met haar zuidelijke provincie Kosovo. Het overgrote deel van de Kosovaarse bevolking bestaat uit Albanezen, waardoor de provincie onder Joegoslavië een grote autonomie kende. Die werd na het uiteenvallen door Servië ingetrokken, waarna het verzet tegen het land aangroeide. In 1996 nam het Kosovaarse Bevrijdingsleger de wapens op. Na internationale tussenkomst kwam Kosovo onder VN-bestuur te staan, en in 2008 verklaarde het zich onafhankelijk.

## Inhoud

### Waarnemingen
Macedonië ondernam stappen om een multi-etnische samenleving op te bouwen. Ook de Federale Republiek Joegoslavië (Servië en Montenegro) had een plan opgevat om de crisis in het zuiden van het land vreedzaam op te lossen en de Albanese bevolkingsgroep te herintegreren.

### Handelingen
De Veiligheidsraad veroordeelde het geweld en de terreur in bepaalde delen van Macedonië en Zuid-Servië. Dat geweld werd gesteund door Albanese extremisten van elders. Van zij die gewapenderwijs streden tegen de autoriteiten van die landen werd geëist dat ze de wapens neerlegden en huiswaarts keerden. Alle geschillen moesten via de dialoog worden opgelost. Ook Albanië spande zich in voor de vrede en om extremisten te isoleren. Kosovaarse en andere etnisch-Albanese leiders werden opgeroepen het geweld te veroordelen en zich in te zetten voor de vrede. Zij die contact hadden met de extremisten werden opgeroepen hen duidelijk te maken dat ze van niemand steun kregen.

## Verwante resoluties
- Resolutie 1335 Veiligheidsraad Verenigde Naties
- Resolutie 1340 Veiligheidsraad Verenigde Naties
- Resolutie 1350 Veiligheidsraad Verenigde Naties
- Resolutie 1357 Veiligheidsraad Verenigde Naties

Lijst ·  1335 ·  1336 ·  1337 ·  1338 ·  1339 ·  1340 ·  1341 ·  1342 ·  1343 ·  1344 ·  1345 ·  1346 ·  1347 ·  1348 ·  1349 ·  1350 ·  1351 ·  1352 ·  1353 ·  1354 ·  1355 ·  1356 ·  1357 ·  1358 ·  1359 ·  1360 ·  1361 ·  1362 ·  1363 ·  1364 ·  1365 ·  1366 ·  1367 ·  1368 ·  1369 ·  1370 ·  1371 ·  1372 ·  1373 ·  1374 ·  1375 ·  1376 ·  1377 ·  1378 ·  1379 ·  1380 ·  1381 ·  1382 ·  1383 ·  1384 ·  1385 ·  1386